# Hans Veil
Hans-Jürgen Veil (ur. 2 grudnia 1946 w Ludwigshafen am Rhein) – zachodnioniemiecki zapaśnik walczący w obu stylach. Dwukrotny olimpijczyk. Srebrny medalista z Monachium 1972 i odpadł w eliminacjach w Montrealu 1976. Walczył w kategorii 57 kg.
Czwarty na mistrzostwach świata w 1974. Czwarty na mistrzostwach Europy w 1969, 1970 i 1973 roku.
Mistrz RFN w 1971; drugi w 1969, 1970 i 1974; trzeci w 1972 i 1976, w stylu klasycznym. Trzeci w stylu wolnym w 1968 i 1969 roku.